# Damien Gaboriau
Pour les articles homonymes, voir Gaboriau.
Damien Gaboriau est un mathématicien français, directeur de recherches au CNRS. Il travaille à l'Unité de mathématiques pures et appliquées (UMPA) à l'École normale supérieure de Lyon.

## Biographie scientifique
Ancien élève de l'École normale supérieure de Cachan, Damien Gaboriau a soutenu sa thèse intitulée Dynamique des systèmes d'isométries et actions de groupes sur les arbres réels à l'université Paul Sabatier de Toulouse, en 1996, sous la direction de Gilbert Levitt. Ses travaux concernent la théorie géométrique et la théorie mesurée des groupes, les actions sur les arbres et les immeubles, la théorie ergodique, les algèbres de von Neumann ou encore la percolation sur les graphes.
Ses travaux sur le coût et certains invariants de cohomologie {\displaystyle \ell ^{2}} pour les relations d'équivalence mesurées au début des années 2000 ont joué un rôle majeur dans le développement de la théorie mesurée des groupes. En collaboration avec Russell Lyons, Gaboriau a également apporté une solution positive à la célèbre conjecture de Von Neumann (en) dans le cadre mesurable. Ces différents travaux ont fait l'objet d'exposés au séminaire Bourbaki.
De 2005 à 2009, Damien Gaboriau a assuré la direction de l'UMPA. Par ailleurs, il a participé au projet Analysis situs porté par le collectif Henri Paul de Saint-Gervais.

## Prix et distinctions
Lauréat du prix Gabrielle-Sand de l'Académie des Sciences en 2003, Damien Gaboriau est également fellow de l'American Mathematical Society et a été invité, au congrès international des mathématiciens à Hyderabad en 2010.

## Publications (sélection)
- D. Gaboriau. « Entropie sofique », d'après Lewis Bowen, David Kerr et Hanfeng Li (séminaire Bourbaki, 16 janvier 2016) Astérisque, 390 (2017), Exp. No. 1108, 101-138.
- D. Gaboriau et R. Lyons. « A Measurable-Group-Theoretic Solution to von Neumann's Problem ». Invent. Math., 177 (2009), 533-540.
- D. Gaboriau. « Invariants {\displaystyle \ell ^{2}} de relations d'équivalence et de groupes ». Publ. math. Inst. Hautes Études Sci.,  95 (2002), no. 1, 93-150.
- D. Gaboriau. « Coût des relations d'équivalence et des groupes ». Invent. Math., 139 (2000), no. 1, 41-98.
- D. Gaboriau. « Dynamique des systèmes d'isométries : sur les bouts des orbites ». Invent. Math., 126 (1996), no. 2, 297-318.

Certains travaux de Gaboriau ont été exposés au séminaire Bourbaki :
- 2011 Séminaire Bourbaki[6],[7] présenté par Houdayer : « Invariant percolation and measured theory of nonamenable groups (after Gaboriau-Lyons, Ioana, Epstein) ».
- 2004 Séminaire Bourbaki[8] présenté par Connes : « Nombres de Betti {\displaystyle \ell ^{2}} et facteurs de type {\displaystyle {\text{II}}_{1}} (after D. Gaboriau et S. Popa) ».